# Río Piva
El río Piva (en cirílico montenegrino: Пива) es un río en Montenegro y Bosnia y Herzegovina, un curso de agua más corto del río Drina, que forma con el río Tara en la frontera con Bosnia y Herzegovina.

## Curso

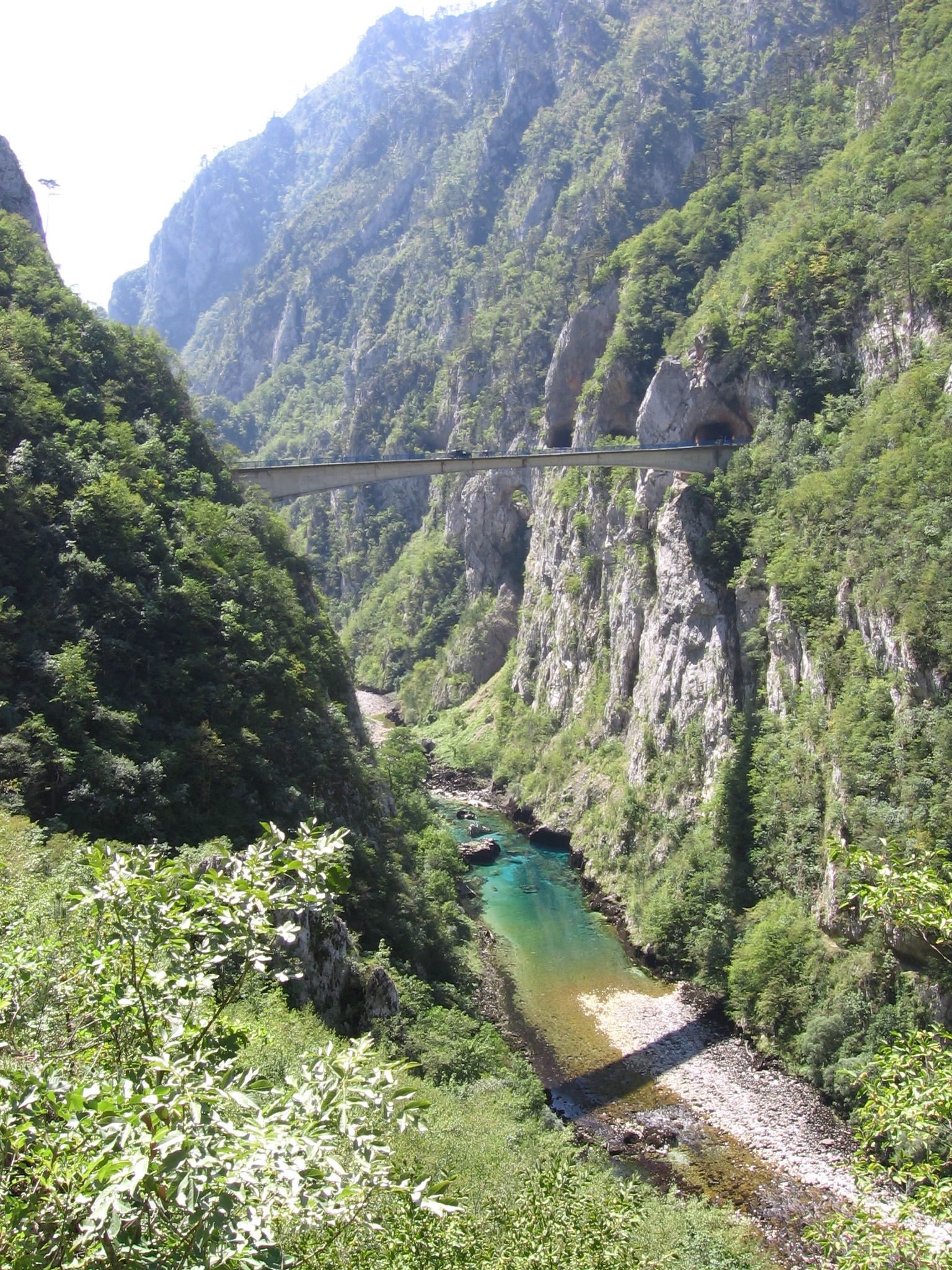
Puente sobre el río Piva

El Piva surge del manantial Sinjac (Cirílico: Сињац) en el monte Golija, cerca del monasterio de Piva (también llamado Vrelo Pive; cirílico: Врело Пиве; Pozo de Piva). Antes de que se formara el artificial lago Piva, el agua del pozo se precipitó al río Komarnica (Cirílico: Комарница) creando así el río Piva durante los siguientes 34 km. Sin embargo, Komarnica es parte de un sistema de río de 86 km de largo (Tušina-Bukovica-Bijela-Komarnica), así medido desde la fuente del río Tušina (Cirílico: Тушина), el Piva, con el mote de "el río con cinco nombres" es de 120 km de largo.
El Tušina se origina desde el monte Sinjajevina en la región de Uskoci de Montenegro central, justo a unos pocos kilómetros desde la fuente de otro importante río montenegrino, Morača. El río fluye hacia el oeste, entre las montañas Sinjajevina y Lola, cerca a los pueblos de Krnja Jela, Bare, Boan y Tušina. Recibe desde el norte el río Bukovica (Cirílico: Буковица), y continúa más allá bajo este nombre. Después el río pasa el centro regional de Šavnik y los pueblos de Gradac y Pridvorica en la región de Drobnjaci, la corriente recibe desde el norte al Komarnica y toma su nombre.
El Komarnica seguía entre las montañas de Vojnik y Treskavac, en una zona prácticamente deshabitada (pueblo de Duži) y entra en la alta Meseta de Piva, donde gira hacia el norte (casi todo el curso del Komarnica estás inundado por el embalse del lago Piva), recibe desde la derecha al pozo de Piva y entra en el profundo cañón de Piva.
El cañón está cortado entre las montañas de Bioč, Volujak, Maglić y Pivska planina, sus 33 km de largo, con una profundidad de hasta 1.200 m y el río genera inmensa energía usada para la estación de Mratinje (342 MW) que represó el cañón en 1975. La presa tiene 220 m de alto, uno de los más altos en Europa y crea el lago Piva, el tercero más grande en Serbia y Montenegro (12,5 km², altitud 675 m, 188 m de hondo), que inundaba la antigua localización del monasterio de Piva desde el siglo XVI, de manera que el monasterio fue trasladado al nuevo. El río Vrbnica fluye hacia la izquierda y en el lago.
Tras la presa, el Piva sigue recto hacia el norte, se encuentra con el Tara en Šćepan Polje en la frontera con Bosnia y Herzegovina y crea el Drina.
El Piva pertenece a la cuenca hidrográfica del mar Negro con su propia cuenca de drenaje de 1.270 km² y no es navegable.